# 海格爾斯頓站
海格尔斯顿站（英語：Haggerston railway station）是伦敦地上铁东伦敦线的一座车站，位于伦敦的哈克尼區，属于第2收费区。

## 概況
本站位于京士兰高架桥上，靠近京士兰路，车站主入口位于李街。本站啟用後，並沒有英國鐵路的雙箭頭標誌，只有倫敦地上鐵的圓形標誌。此外，车站外墙拥有爱德蒙·哈雷的壁画，以纪念出生在这里的爱德蒙·哈雷。

## 历史
- 1867年9月2日，本站随着北伦敦铁路的城市延伸线一齐开通。
- 1940年5月6日，车站停用。
- 1940年10月7日，车站被炸毁。
- 2010年4月27日，车站重新使用。

## 列车服务
非高峰期：
- 经瑟里码头站至西克罗伊登站方向：每小时4班
- 经瑟里码头站至克拉珀姆交汇站方向：每小时4班
- 经瑟里码头站至水晶宫站方向：每小时4班
- 经瑟里码头站至西克罗伊登站方向：每小时4班
- 至达尔斯顿交汇站方向：每小时16班

注：每日有8班列车以海布里及伊斯灵顿站为起终点。